# معتقل موران
معتقل موران مركز احتجاز اشتهر بكونه مركز تعذيب أنشئ خلال الحرب الجزائرية. يقع المعتقل في ولاية المدية الجزائرية بالقرب من مدينة قصر البخاري والعديد من القرى المجاورة والطريق الوطني RN1.

## التصنيف
تسعى وزارة المجاهدين الجزائرية إلى تصنيف هذا المعتقل كمعلم تاريخي وتحويله إلى متحف لتاريخ الولاية الرابعة التاريخية كما هو حال معتقل مزرعة غوتييه.

## مجاهدون معذبون
- محمد رحمون (1940-2022)[6]
- بوعلام بن حمودة (1933-)[7]
- بلقاسم متيجي[8]
- عبد الحميد بن زين[9]
- عبد القادر بوروبي[10]
- عبد الله بومدين[11]
- محمد براجة لعيمش[12]
- سعيد بوراوي[13]
- عمر صامت[14]
- معمر سنوسي[11]
- مصطفى خالف[11]
- مصطفى كله[11]
- محمد شراطي[12]
- عبد الرحمان مدني[11]
- أحمد دزيري[11]
- حسان مرابطي[11]
- بوعلام كسال[11]
- أحمد بناي[11]
- على مزيلر[11]
- قدور مزيان[11]
- طاهر زقرار[11]
- محمد صديقي[11]
- أمحمد الميلودي[11]
- حسن حسين.[11]
- أحمد شكيب العيهار (1936-1994)

## روابط خارجية
- الموقع الرسمي لوزارة المجاهدين بالجزائر